# Rob Hall
Rob Hall (Új-Zéland, 1961. január 14. – Mount Everest, Hillary lépcső, 1996. május 11.) Új-Zélandi hegymászó.
A szörnyű tragédiával végződött 1996-os májusi Mount Everest expedicíó egyik áldozata. Cége az 1992-ben létrehozott Adventure Consultants vállalta, hogy csoportosan szervezett keretek között vendég hegymászókat juttat fel a világ legmagasabb és legnehezebb csúcsaira. Felesége Jan Arnold, aki maga is hegymászó volt. Jan a tragédia után 2 hónappal hozta világra Sarah-t, első gyermeküket.

## Adventure Consultants
Hall 1992-ben hozta létre a céget barátjával és mászótársával, Gary Ball-al.  A céljuk az volt, hogy a kevésbé tapasztalt, vagy éppen teljesen tapasztalatlan hegymászók is feljuthassanak a Föld legmagasabb pontjaira.  Útjaikat a 7 kontinens 7 legmagasabb pontjaira szervezte. Az első két évben sikeres expedíciókat bonyolított le a Mount Everesten. 1995-ben nem sikerült ügyfeleket feljuttatni a csúcsra, ami nem tett jót a cég hírnevének. Ráadásul Rob borsos árat kért egy expedícióért, az 1996-os Mount Everest expedíció díja 65.000 dollár volt, amely jóval magasabb volt a többi hasonló tevékenységű cégnél. Nem telhetett el újabb szezon sikeres csúcshódítás nélkül, így hatalmas nyomás nehezedett rá, amikor nehéz döntéseket kellett meghoznia. A hegymászó társadalom nem nézte jó szemmel a fizetett hegymászó utakat. Úgy gondolták, hogy csak az mehet el egy magas csúcs meghódítására, akinek kellő magashegyi mászótapasztalata van. Ezzel a nézettel mentek szembe azok a cégek, akik pénzért cserébe bármilyen edzettséggel rendelkező ügyfelet megpróbáltak felkalauzolni a csúcsra. Az Adventure Consultans az  1996-os Mount Everest tragédia után megnyitotta első hegymászó iskoláját Új-Zélandon, és a mai napig, kibővített utakkal várják ügyfeleiket.

## 7 földrész 7 csúcs
A 7 földrész 7 csúcs egy kihívás, amely azt jelenti, hogy a hegymászó a Föld mind a hét kontinensének legmagasabb hegycsúcsát megmássza. Hall Gary Ball-al együtt, hírértéke miatt szerette volna teljesíteni a kihívást a  "7 földrész 7 csúcs 7 hónap" expedíció név alatt. Az expedíciót végül 1992. december 12-én sikeresen teljesítették, amellyel végleg tudatosították a többi hegymászóban, hogy helyük van a legjobbak között.
Legmagasabb pontok a földön, kontinensek szerint csökkenő sorrendben. 
- Ázsia: Mount Everest (8848 m)
- Dél-Amerika: Aconcagua (6959 m)
- Észak-Amerika: Denali (6194 m)
- Afrika: Kilimandzsáró, (5895 m)
- Európa: Elbrusz, Európa (5642 m)
- Antarktisz: Vinson Massif (4897 m)
- Ausztrália: Mount Kosciuszko (2228 m), vagy Carstensz Pyramid, Óceánia (4884 m)

A Föld legmagasabb hegyeinek grafikonja.

## Halálának körülményei
Hall az elmondások alapján valamikor 14:10 körül jutott fel május 10-én a csúcsra. Itt már kimerült és fáradt volt, az időjárás viszont még elviselhetőnek tűnt: kb. -20° és viszonylagos szélcsend, ami az Everest tetején meglehetősen ritka. Mialatt a többi ügyfél, valamint a serpák és más túravezetők sorban felértek a tetőre, majd visszafordultak onnan, Hall mindvégig fenn tartózkodott. Amikor Lopsang serpa is visszaindult -aki Scott Fischer vezető serpája, szirdarja volt- , már csak Hall tartózkodott a csúcson. A következő percekben felért Doug Hansen is, akit már segítenie kellett a csúcsig vezető utolsó méterek megtételében. Pár perccel később, aznap utolsóként ők is elhagyták a csúcsot. 16:53-kor a Hillary-lépcső tetejéről Hall rádión kért segítséget, mert Hansennel együtt kifogytak az oxigénből. Ekkor vihar támadt, és a két hegymászó egy rögzített kötélnél ragadt 8800 méteren. Később ugyan sikerült lejjebb ereszkedniük, de a rádióforgalmazás tanúsága szerint Hansennek kevéssel a Déli-csúcs és a sziklakiszögellés között nyoma veszett, Hallt pedig egy párkányon annyira elhagyta az ereje, hogy csapdába esett, majd megkezdődött lassú kihűlése. Még hosszú órákig rádiókapcsolatban maradt az alaptáborral, ahonnan kétségbeesett mentőexpedíciót is szerveztek megmentésére, de mindhiába. Miután kétszer műholdas kapcsolattal, az alaptábori rádión át beszélt a feleségével is, május 11-én a kora esti óráktól nem válaszolt a hívásokra. Halálát hypotermia okozta. Megfagyott holtteste a mai napig a mászóút közelében fekszik.

## Sikerei
1990-től a haláláig bekövetkezett fontosabb hegyek amelyet meghódított. 
- 1990 – 7 földrész 7 hegy
- 1992 – K2
- 1992 – Mount Everest
- 1993 – Dhaulagiri
- 1993 – Mount Everest
- 1994 – Mount Everest
- 1994 – Lhotse
- 1994 – Cho Oyu
- 1994 – Makalu
- 1995 – Cho Oyu
- 1996 – Mount Everest